# Étienne-Christophe Maignet
Étienne-Christophe Maignet est un avocat et député français, né à Ambert le 9 juillet 1758, mort à Ambert le 22 octobre 1834.
Représentant en mission sous la Convention nationale, il participe à la répression des insurrections fédéralistes, notamment lors du siège de Lyon. Inquiété pendant la réaction thermidorienne, il reprend ses activités d'avocat dans son pays natal.

## Biographie

### Premières années
Issu d'une famille de notaires de Novacelles, Étienne Christophe Maignet est le fils aîné d'Étienne Maignet (mort en 1798), notaire royal d'Ambert et procureur, et d'Anne Serendat (1734-1769). Il a deux frères cadets : Claude, qui reprend l'étude notariale, et Joseph, avocat et administrateur du district d'Ambert (1794-1798). Après la mort de sa mère, son père épouse en secondes noces en 1772 Suzanne Favier, fille de Pierre Favier, papetier de Tence-en-Velay, près d'Yssingeaux, et de Suzanne Joubert, veuve de Claude Bégon, papetier de La Boule-Basse, et mère de deux filles,,.
Étienne Christophe Maignet étudie au collège des Oratoriens de Nolay puis apprend la procédure chez un avoué de Riom. Il le quitte cependant bientôt pour se marier le 10 janvier 1780 avec Benoîte Bégon,,, fille de Suzanne Favier (de son côté, son frère Claude se marie avec Suzanne Bégon en 1784), qui lui a donné deux filles et lui a survécu. Six mois plus tard, il part faire son droit à Paris. Il est reçu avocat au Parlement de Paris le 25 juin 1782 sur la présentation de Camus.

### Un partisan de la Révolution
Adoptant les principes de la Révolution, il se voit confier, du fait de sa notoriété, la rédaction du cahier de doléances du tiers état du bailliage d'Ambert, et devient membre de la Société des Amis de la Constitution, qui se réunit à Ambert à partir du 7 juin 1790. Quand celle-ci fait scission, un mois après, il soutient le « club Clary », qui rassemble les plus ardents autour de Joseph Artaud-Blanval et de Vimal-Martin,. En juillet 1790, il est élu membre du directoire du département du Puy-de-Dôme puis, le 6 septembre 1791, député de ce département, le 1er sur 12 avec 519 voix sur 617 votants, à l'Assemblée législative, où, ami de Couthon et de Robespierre, il siège à gauche et intervient en qualité de rapporteur du comité des secours, dont il est l'un des membres les plus actifs.
Réélu député du Puy-de-Dôme, le 3e sur 12 « à la pluralité des voix » sur 695 votants, à la Convention, il vote la mort lors du procès de Louis XVI en janvier 1793, rejetant l'appel au peuple et le sursis.
En juin 1793, il présente un projet de loi sur l'éducation des sourds-muets prévoyant la création de six établissements et d'une école centrale pour les maîtres. Toutefois, ce projet ne verra jamais le jour.

### De nombreuses missions
À l'armée de la Moselle
Ses talents d'administrateur lui valent d'être envoyé en mission avec Levasseur, Montaut et Soubrany par décret du 30 avril 1793 auprès de l'Armée de la Moselle, où il surveille ses approvisionnements. Rappelé par décret du 6 juillet, il ne rentre à Paris qu'à la fin du mois.
À l'armée des Alpes
De retour à Paris, il est nommé par décret du 21 août, avec Couthon et Châteauneuf-Randon, à l'armée des Alpes et dans le Rhône-et-Loire ; les trois représentants en mission sont également « autorisés à se transporter dans tous les autres départements qu'ils jugeront convenable, et d'y prendre ensemble ou séparément toutes les mesures ». Partis dans le Puy-de-Dôme pour y échauffer le zèle révolutionnaire et assurer une levée extraordinaire destinée au siège de Lyon, les représentants arrivent à Clermont-Ferrand le 29 août et proclament le 2 septembre l'état d'urgence. Le 5 septembre, Maignet part avec une colonne de 2 000 hommes. Devant Lyon, les trois députés, qui veulent en finir au plus vite, alors que s'engage le siège de Toulon, s'opposent à Dubois-Crancé, qui préfère attendre que la ville, plongée dans la disette, tombe comme un fruit mûr ; ce dernier est finalement rappelé. Après la capitulation des rebelles, avec Couthon, il répugne à mettre à exécution l'ordre de destruction de la ville envoyé par la Convention et confirmé par une lettre pressante de Robespierre ; sa conduite mesurée lui vaut, ainsi qu'à Couthon, d'être dénoncé par Javogues, dénonciation d'ailleurs rétractée peu après.
Rappelés par décret du 9 brumaire an II (30 octobre 1793), Maignet et Couthon quittent Lyon le 3 novembre et retournent dans le Puy-de-Dôme pour y renouveler les autorités constituées et « défanatiser » le département. C'est ainsi que, le 26 novembre, ils prennent un arrêté ordonnant « aux ci-devant prêtres qui ont été appelés dans ce département pour y remplir les fonctions du ci-devant culte catholique, de se retirer dans leurs départements respectifs ».
Dans les Bouches-du-Rhône et le Vaucluse
De retour dans la capitale le 8 frimaire an II (28 novembre 1793), Maignet est envoyé en mission dans le Vaucluse et les Bouches-du-Rhône, en proie à la guerre civile, par arrêté du comité de salut public du 9 nivôse (29 décembre 1793) pour organiser le gouvernement révolutionnaire.
À Marseille, il s'oppose aux excès de Fréron, rendant d'emblée, et sans attendre les ordres du comité de sûreté générale, la liberté à de nombreux suspects, s'efforce de préserver cette cité de la destruction et de la famine, mais favorise la déchristianisation. Le 9 germinal an II (29 mars 1794), il rend un arrêté affirmant : « Considérant que l'homme en paraissant sur la terre y vient sans préjugé et, qu'en la quittant il ne doit laisser aucune trace de ceux qui ont pu l'assiéger pendant sa vie, ordonne d'enlever des cimetières tous tableaux, peintures ou inscriptions capables d'alimenter le fanatisme, et d'inscrire ces seuls mots sur la porte d'entrée : « Silence, ils reposent ! » ». Toujours dans un souci d’apaisement, il redonne son nom à Marseille, temporairement « ville sans nom » du 6 janvier au 12 février 1794, à la suite d'une révolte contre la Convention.
À Avignon, il remplace lui-même les administrateurs au prétexte qu'un « affreux modérantisme paralysait les mesures les plus révolutionnaires », mais doit lutter contre Rovère et Mathieu Jouve Jourdan, dit « Jourdan Coupe-Tête », protecteurs ou membres des bandes noires, association de plus de 500 personnes dont le but est de se faire adjuger à vil prix les biens nationaux par une coalition d'influences locales et de notabilités ; il adresse un mémoire au comité de salut public dans lequel il dénonce ces menées et fait arrêter Jourdan.
Toujours dans le Vaucluse, on lui signale le bourg de Bédoin comme le foyer de l'agitation et des insurrections contre-révolutionnaires, en lui demandant de recourir à des moyens extrêmes, en particulier le chef de bataillon Louis-Gabriel Suchet. Ne voulant rien prendre sur lui, il adresse un état des lieux au comité de salut public, qui lui répond en l'appelant à la sévérité.
Avant toute mesure, il fait faire des sommations aux habitants du bourg, les invitant à la soumission et à la paix et leur affirmant que tout nouvel acte hostile à la République entraînerait la destruction du village. L'arbre de la Liberté ayant été abattu dans la nuit du 12 au 13 floréal (1er-2 mai 1794), les affiches des décrets de la Convention lacérées et jetées dans la boue, il prend, le 14, un arrêté, imprimé à 12 000 exemplaires aux frais de la commune et affiché dans les départements du Vaucluse et des Bouches-du-Rhône, par lequel il ordonne à la commune d'indiquer les coupables et y envoie le 4e bataillon de l'Ardèche, commandé par Suchet, alors installé à Carpentras, le logis et la nourriture étant aux frais des habitants. Par ailleurs, il ordonne l'arrestation des membres de la municipalité et du comité de surveillance, des nobles, des prêtres et de tous les suspects, « comme auteurs ou complices présumés du complot », et charge le tribunal criminel du département d'instruire et de juger l'affaire « révolutionnairement ».
Les coupables n'ayant pas été retrouvés, Maignet prend un second arrêté le 20 floréal (9 mai) dans lequel il ordonne le transfert, dans les plus brefs délais, du tribunal criminel à Bédoin pour y instruire la procédure et y faire exécuter immédiatement les jugements rendus. De même, il prévient tous les habitants non détenus qu'après l'exécution des principaux coupables, ils auront vingt-quatre heures pour quitter leur maison avec tout leur mobilier, avant que le village ne soit livré aux flammes. L'agent national est par ailleurs chargé de répartir les habitants « dans les communes voisines reconnues patriotes ». Puis, le 28 floréal (17 mai), il rend compte de l'affaire à la Convention, qui l'approuve et ordonne l'insertion au Bulletin de sa lettre, renvoyée pour le surplus aux comités de sûreté générale et de salut public.
130 personnes sont arrêtées, parmi lesquelles 16 sont guillotinées et 47 fusillées le 9 prairial (28 mai). Cinq jours après, l'incendie est mis aux habitations. Dans sa lettre du 3 frimaire an III (23 novembre 1794), Goupilleau, ami de Rovère, indique que l'ensemble du village a été rasé. De même, une adresse présentée le 15 frimaire (5 décembre) par onze habitants de Bédoin parle de « cinq cents maisons [...] livrées aux flammes ». En revanche, selon Philippe Buchez et Louis Blanc, seules six maisons sont brûlées. Selon la Biographie universelle de Louis-Gabriel Michaud, elles sont au nombre de sept ou huit. Quant à Charles Berriat Saint-Prix, il parle de 433 maisons incendiées, dont quelques-unes peu endommagées, aucune n'ayant été toutefois démolie.
Par la suite, Maignet obtient, avec Claude Payan, la création, par un arrêté du comité de salut public le 22 floréal (11 mai), d'une commission populaire, installée à Orange le 15 prairial (3 juin), où il fait déférer notamment une partie des membres de la  municipalité, du district et du comité de surveillance d’Arles, dont trois modérés, André Brun, ancien maire, Louis Abril, procureur, et Pierre-Louis Ripert, ex-curé constitutionnel, sont exécutés le 9 thermidor (27 juillet 1794). Au total, cette commission militaire condamne à mort trois cent trente-deux personnes, dont trente-deux religieuses, en quarante-sept jours.
Puis ses pouvoirs sont élargis à l'Ardèche par arrêté du comité de salut public le 2 messidor (20 juin 1794).

### Une retraite prudente
Après le 9-Thermidor, Rovère, devenu un soutien de la réaction, profite de l'arrestation de Joseph Le Bon le 15 thermidor (2 août), pour dénoncer Maignet, mettant en parallèle ses liens avec Couthon et ceux de Le Bon avec Robespierre, et l'accuse d'avoir fait emprisonner 2 000 personnes en Avignon sur le simple motif qu'elles étaient « riches ». Toutefois, sa demande est renvoyée au comité de salut public. Le lendemain, au club des Jacobins, Dubois-Crancé invite la société « à surveiller l'inestimable Maignet, l'ami et le complice de Couthon ». Un décret du 26 thermidor (13 août) demande son rappel, parmi de nombreux représentants.
Puis, le 8 fructidor (25 août), deux pétitionnaires viennent l'accuser à la barre de la Convention, le peignant comme « un bourreau dévoué à Robespierre ». Un débat s'engage ensuite, au cours duquel le thermidorien Bourdon de l'Oise demande, puisque tous « les partis sont tour à tour dénoncés » et que la fréquence des pétitions accusatrices menace de devenir quotidienne et d'avilir la Convention, que toutes les dénonciations soient portées aux comités, qui ne les soumettront à l'assemblée que si elles s'avèrent graves et fondées. Profitant des vives réactions que suscitent cette intervention, Rovère renouvelle ses attaques contre Maignet, mais il est interrompu ; les Montagnards obtiennent alors que ses arrêtés soient lus devant la Convention, ainsi qu'un mémoire justificatif de Maignet, dans lequel le représentant dénonce à son tour Rovère. Le mémoire est décrété d'impression sur proposition de Rovère, cependant que la Convention décide le renvoi de la question pour examen aux comités et approuve deux arrêtés pris par Maignet contre les nobles et les prêtres d'Aix-en-Provence. Le comité de salut public lui envoie, ainsi qu'aux autres représentants en mission demeurés fidèles aux principes de l'an II, une circulaire pour demander son retour le 8 fructidor (25 août), puis une autre le 27 fructidor (13 septembre).
Après deux nouvelles attaques de Rovère aussi vaines que les précédentes, Maignet rentre à Paris à la fin de vendémiaire an III (mi-octobre 1794) et présente sa défense le 17 nivôse (6 janvier 1795) ; les trois comités de gouvernement, réunis pour examiner sa conduite, décident, à la presque unanimité, qu'il n'y a pas lieu d'exercer des poursuites. Toutefois, après l'insurrection du 12 germinal an III, Tallien le fait décréter d'arrestation le 16 germinal (5 avril 1795) ; il se retire dans les bois du Montel, près de Novacelles, où il a acheté une maison ayant appartenu à la seigneurie de Coisse. Étienne Christophe Maignet trouve préférable de se cacher jusqu'à l'amnistie générale que vote la Convention à sa séparation, le 4 brumaire an IV (26 octobre 1795).

### Un notable sous le Directoire et l'Empire
Il reprend ensuite son métier d'avocat à Ambert, où il acquiert l'estime de chacun en venant en aide aux plus miséreux. En 1798, élu membre de l'assemblée électorale du Puy-de-Dôme, on lui propose de se porter candidat à la députation, offre qu'il décline, mais on l'élit haut-juré. Maire d'Ambert en 1798, il est membre du conseil municipal de 1800 à 1815.
Le 15 mai 1815, pendant les Cent-Jours, cet arrondissement le choisit comme président du collège électoral, avant de l'élire par 66 voix sur 87 votants et 131 inscrits à la Chambre des représentants.

### Exilé sous la restauration
Sous la Seconde Restauration, condamné à l'exil par la loi contre les régicides de 1816, perclus de rhumatismes, rongé par la goutte, presque aveugle, il se cache à Ambert, au moins en 1816 et 1817. En 1818, il serait passé en Suisse (où l'on ne trouve cependant pas ses traces), mais son exil aurait été intermittent, selon Marcellin Boudet : il demeurait le plus souvent chez son gendre ou des amis, et jusque dans sa propre maison, aux portes de l'hôtel du sous-préfet, avec la complicité de la population,,.
La même année, sa fille aînée, Julie, adresse à Louis XVIII un recours en grâce signé par l'ensemble des ecclésiastiques de la ville et du canton d'Ambert, en particulier l'abbé de Rostaing, curé de la ville, à l'étonnement d'Élie Decazes, ministre de la Police, qui s'en plaint à l'évêque de Clermont. En 1821, une supplique au roi de Julie Maignet est accompagnée d'un certificat vantant les qualités de Maignet et regrettant son départ, signé du curé.
Cependant, il lui faut attendre les Trois Glorieuses pour reparaître officiellement dans sa ville, où il est accueilli triomphalement. Il est alors élu bâtonnier de l'ordre des avocats du barreau d'Ambert et le demeure jusqu'à sa mort. En 1834, il succombe à une attaque d'apoplexie foudroyante, à l'âge de 76 ans. Il est inhumé au cimetière d'Ambert.

## Œuvres
- Rapport et projet de décret, sur l'organisation des établissemens pour les sourds-muets indigens, décrétés le 28 juin dernier, au nom du Comité des secours publics, Paris, Imprimerie nationale, 179., lire en ligne sur Gallica, lire en ligne
- Rapport et projet de décret, sur l'organisation des secours à accorder annuellement aux enfans & aux vieillards, présentés au nom du Comité des secours publics, Paris, Imprimerie nationale, 179., lire en ligne sur Gallica, lire en ligne
- Rapport préparatoire sur l'organisation des caisses d'économie, créées en faveur de l'indigent, présenté au nom du Comité des secours publics, Paris, Imprimerie nationale, 1793, lire en ligne sur Gallica, lire en ligne
- Rapport sur la fixation des indemnités à accorder aux citoyens demeurant dans le château des Tuileries, ou dans les maisons voisines, qui ont fait des pertes dans la journée du 10 août, présentés au nom du Comité des secours publics, Paris, Imprimerie nationale, 179., lire en ligne sur Gallica, lire en ligne
- Rapport et projet de décret, sur les secours à accorder aux pères, mères, femmes & enfans des citoyens-soldats volontaires qui sont dans le besoin, présentés au nom du Comité des secours publics, Paris, Imprimerie nationale, 179., lire en ligne sur Gallica, lire en ligne
- Rapport et projet de décret, sur les formes à observer pour l'évaluation des pertes occasionnées par l'intempérie des saisons, incendies & autres accidens imprévus, & sur les règles à établir pour la répartition des secours accordés aux personnes qui ont éprouvé ces pertes, présentés au nom du Comité des secours publics, Paris, Imprimerie nationale, 179., lire en ligne sur Gallica, lire en ligne
- Rapport et projet de décret, sur les formalités à observer pour l'évaluation des pertes que les départemens-frontières ont éprouvées à raison de la guerre, et sur les indemnités qui leur seront dues, présentés au nom des Comités des finances et des secours, réunis, Paris, Imprimerie nationale, 179., lire en ligne sur Gallica, lire en ligne
- Compte rendu à la Convention nationale, de ce qui s'est passé à l'établissement des sourds-muets, dans la séance tenue en présence des membres du Comité des secours publics, présenté au nom de ce Comité, pour servir de suite au Rapport de Maignet, sur les sourds-muets, Paris, Imprimerie nationale, 179., lire en ligne sur Gallica, lire en ligne

## Sources
- Adolphe Robert, Gaston Cougny (dir.), Dictionnaire des parlementaires français de 1789 à 1889, Paris, Edgar Bourloton, 1889, tome 4 (de Magnier de Maisonneuve à  Maine de Biran), p. 225-226
- Marie-Madeleine Sève,  « Maignet, Étienne Christophe, dit Publicola », dans Albert Soboul (dir.), Dictionnaire historique de la Révolution française, Paris, PUF, 1989 (rééd. Quadrige, 2005, p. 700)
- Georges-Léonard Hémeret, Connaissez-vous ces Auvergnats célèbres?: 1750-1850, Éditions Créer, 2005, 158 pages, p. 118-121  (ISBN 2902894708)
- Ulysse Robert, Cabinet historique: revue mensuelle, Paris, 1866, tome 12, p. 289-304
- Claude-Augustin Vieilh de Boisjolin, Alphonse Rabbe, Charles-Augustin Sainte-Beuve, Biographie universelle et portative des contemporains, ou, Dictionnaire historique des hommes vivants et des hommes morts depuis 1788 jusqu'à nos jours (de 1788 à 1828), Chez l'éditeur, 1836, tome 3, p. 404-405
- Philippe Buchez, Pierre-Célestin Roux-Lavergne, Histoire parlementaire de la révolution française, Paris, Paulin, 1837, tome 35, p. 171-219